# Seram
Seram (trước đây viết là Ceram, cũng gọi là Seran hay Serang) là đảo lớn nhất của tỉnh Maluku tại Indonesia. Đảo Seram nằm ở ngay phía bắc của đảo Ambon, một hòn đảo nhỏ hơn song lại có quan trọng hơn về mặt lịch sử. Đô thị chính trên đảo Seram là Masohi, tỉnh lị mới theo như dự kiến.

## Địa lý và địa chất
Seram có một dãy núi trung tâm đi ngang qua, đỉnh cao nhất của dãy là núi Binaiya, dãy núi được rừng mưa nhiệt đới dày đặc bao phủ. Địa chất của Seram khá phức tạp do đảo có vị trí là nơi giao nhau của một số mảng kiến tạo nhỏ, được mô tả là "một trong những khu vực có cấu tạo phức tạp nhất trên trái đất". Seram đã thật sự nằm trong mảng nhỏ của riêng mình, xoay quanh khoảng 80° trong 8 triệu năm qua bởi sự chuyển động tương đối nhanh hơn của mảng nhỏ Papua. Trong khi đó, cùng với sự đẩy lên phía bắc của mảng Úc, điều này đã dẫn đến các đỉnh ở phía bắc-trung của Seram được nâng lên trên 3000m.

## Sinh thái
Đảo Seram được chú ý vì có một mức độ cao các loài chim đặc hữu địa phương. Trong 117 loài chim trên đảo, 14 loài là đặc hữu, bao gồm Eclectus roratus (vẹt Eclectus), Lorius domicella (Lory gáy tía), Cacatua moluccensis (vẹt mào mào hồng cam), Todiramphus lazuli (chim bói cá Lazuli), Todiramphus sanctus (chim bói cá thần), Philemon subcorniculatus và Alisterus amboinensis (vẹt vua Maluku).
Các loài động vật có vú được tìm thấy trên đảo Seram bao gồm các loài châu Á (Murid rodents) cũng như các loài thú có túi Australasia. Các vùng núi của Seram che chở cho một số lượng lớn nhất các loài động vật có vú đặc hữu trong số các đảo trong khu vực. Nó là nơi nuôi dưỡng 38 loài động vậy có vú và bao gồm 9 loài đặc hữu hoặc gần đặc hữu, một số trong đó bị giới hạn môi trường sống trên núi. Chúng bao gồm Rhynchomeles prattorum (chuột gộc Seram), Pteropus chrysoproctus (cáo bay Maluku), Pteropus ocularis (rơi quả Seram), Melomys fraterculus (thỏ đuôi khảm), Rattus feliceus (thỏ Seram có gai) và Nesoromys ceramicus (thỏ Seram), tất cả chúng đều được xem là bị đe dọa.
Cá sấu cửa sông tồn tại trên một số con sông của đảo, bao gồm sông Salawai.
Ở phần phía đông của đảo, vườn quốc gia Manusela đã được thành lập vào năm 1997, chiếm một diện tích 1.890 km² (11% diện tích đảo).

## Lịch sử
Hầu hết người dân miền trung Maluku coi Seram như là quê hương của tổ tiên họ và đảo được biết đến với tên gọi thông tục là Nusa Ina (Đảo Mẹ).
Vào thế kỷ 15 và 16, Seram nói chung nằm trong phạm vi ảnh hưởng của vương quốc Hồi giáo Ternate, mặc dù đảo thường được cai trị trực tiếp từ một nhà nước chư hầu của Ternate là Buru. Các nhà truyền giáo người Bồ Đào Nha đã hoạt động tại đảo vào thế kỷ 16. Các tiền đồn thương mại của người Hà Lan được mở vào đầu thế kỷ thứ 17, và hòn đảo trên danh nghĩa nằm dưới quyền kiểm soát của người Hà Lan vào khoảng năm 1650. Vào thập niên 1780, Seram là một căn cứ quan trọng trong việc trợ giúp cho cuộc nổi dậy kéo dài của hoàng tử Nuku của Tidore chống lại quyền kiểm soát của Hà Lan. Từ năm 1954 cho đến năm 1962, địa hình núi non của đảo là nơi diễn ra các cuộc đấu tranh du kích chống lại sự cai trị của Indonesia của phong trào cách mạng Cộng hòa Nam Maluku do Soumokil lãnh đạo.

## Hành chính
Seram bao gồm ba huyện thuộc tỉnh Maluku. Tây Seram (Kabupaten Seram Bagian Barat), huyện lị tại Dataran Hunipopu, có dân số (2003) là 140.657; và Đông Seram (Kabupaten Seram Bagian Timur), thủ phủ tại Dataran Hunimoa, có dân số (2003) là 78.336. Huyện Trung Maluku (Kabupaten Maluku Tengah), có thủ phủ tại Masohi, bao gồm phần trung tâm của Seram, cũng như một số đảo nhỏ hơn.

## Tôn giáo

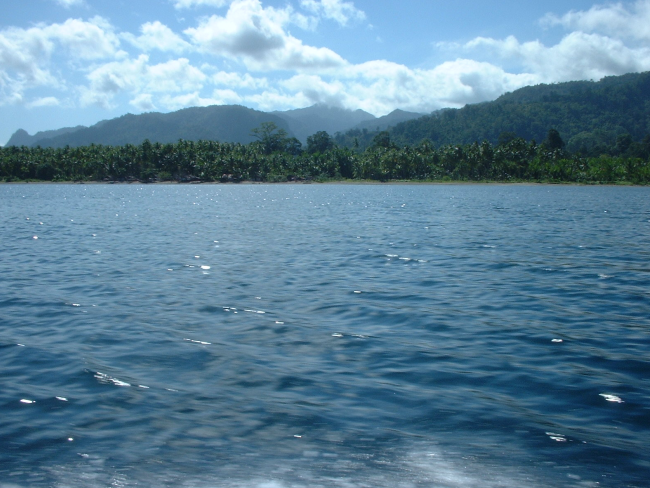
Nhìn từ một chiến thuyền hướng về Tulehu, trên bờ biển phía bắc Seram

Seram xưa kia có liên hệ với thuyết vật linh của người Alfur (hay Nuaulu) bản địa, một dân tộc Tây Melanesia duy trì phong tục săn đầu người cho đến tận thập niên 1940. Tuy nhiên, ngày nay hầu hết cư dân trên đảo Seram là người Hồi giáo hoặc Ki-tô giáo do cả hoạt động cải đạo và nhập cư. Seram bị ảnh hưởng bởi các vụ bạo lực tôn giáo tràn lan tại tỉnh Maluku bắt đầu từ cuối năm 1998, kết quả là hàng chục nghìn người đã phải di tản trên khắp địa bàn tỉnh song sau Hiệp định Malino II thì tình hình đã dịu đi. Seram đã ở trong tình trạng hòa bình trong nhiều năm song các đô thị như Masohi trên thực tế vẫn phân chia thành các khu Hồi giáo và Ki-tô giáo. Khoảng 7.000 người thuộc bộ lạc Manusela theo Ấn Độ giáo.

## Kinh tế
Cùi dừa khô, nhựa thông, sago, và cá là các sản phẩm quan trọng của Seram. Dầu được khai thác ở phía đông bắc gần Bula bởi CITIC Seram Energy công ty đã tiếp quản mỏ tử KUFPEC (Indonesia) Limited vào năm 2006. Mỏ dầu Oseil nằm ở trên bờ biển phía đông bắc của đảo trong khu vực Seram Non-Bula Production Sharing Contract. Các giếng được phát hiện đã được tiến hành khoan vào năm 1993. Đến cuối năm 2010, Seram Non-Bula Block được ước tính có dự trữ dầu là 9,7 triệu thùng. Hầu hết sản lượng đến từ sự hình thành cácbon Jurassic Manusela.